# Черняева, Мария Владимировна
Мария Владимировна Черняева (род. 14 февраля 1966, Москва) — советская синхронистка, пятикратная чемпионка СССР (1982, 1985—1988), победительница IX летней Спартакиады народов СССР (1986), трёхкратный призёр чемпионатов Европы (1987, 1989), участница Олимпийских игр (1988). Мастер спорта СССР международного класса (1985).

## Биография
Мария Черняева родилась 14 февраля 1966 года в Москве. Начала заниматься синхронным плаванием в возрасте 10 лет у Ольги Васильченко. С 1979 года тренировалась под руководством Зои Барбиер.
В 1980-х годах была одной из ведущих советских синхронисток, пять раз становилась чемпионкой СССР в групповых упражнениях (1982, 1985, 1987) и в дуэте с Альфиёй Жамалетдиновой (1986) и Татьяной Титовой (1988). В тот же период времени входила в сборную страны, выигрывала серебряные медали чемпионатов Европы в групповых упражнениях (1987, 1989) и в дуэте с Еленой Фощевской (1989). В 1988 году участвовала в Олимпийских играх в Сеуле, где в дуэте с Татьяной Титовой заняла 6 место.
В 1989 году окончила ГДОИФК имени Лесгафта. В 1990 году завершила свою спортивную карьеру. С 2019 года работает тренером-инструктором по плаванию в оздоровительном комплексе «Солнечный городок».